# Episodi di The Ann Sothern Show (prima stagione)
La prima stagione della serie televisiva The Ann Sothern Show è andata in onda negli Stati Uniti dal 6 ottobre 1958 al 15 giugno 1959 sulla CBS.
| nº | Titolo originale             | Prima TV USA     |
| -- | ---------------------------- | ---------------- |
| 1  | The Bridal Suite             | 6 ottobre 1958   |
| 2  | Six Wives Plus Two           | 13 ottobre 1958  |
| 3  | Love Comes to Olive          | 20 ottobre 1958  |
| 4  | Governess for a Day          | 27 ottobre 1958  |
| 5  | The Masquerade Ball          | 3 novembre 1958  |
| 6  | A New Lease on Life          | 10 novembre 1958 |
| 7  | The Countess of Bartley      | 17 novembre 1958 |
| 8  | The Thanksgiving Show        | 24 novembre 1958 |
| 9  | Say It with Music            | 1º dicembre 1958 |
| 10 | The Big Gamble               | 8 dicembre 1958  |
| 11 | It's a Dog's Life            | 15 dicembre 1958 |
| 12 | The Boss's Son               | 22 dicembre 1958 |
| 13 | East Side Story              | 29 dicembre 1958 |
| 14 | Johnny Moves Up              | 5 gennaio 1959   |
| 15 | Give It Back to the Indians  | 12 gennaio 1959  |
| 16 | Three Loves Has Katy         | 19 gennaio 1959  |
| 17 | Five Year Itch               | 26 gennaio 1959  |
| 18 | Hurrah for the Irish         | 2 febbraio 1959  |
| 19 | The O'Connors Stick Together | 9 febbraio 1959  |
| 20 | The High Cost of Living      | 16 febbraio 1959 |
| 21 | Two on the Aisle             | 23 febbraio 1959 |
| 22 | The Stand-In Heiress         | 2 marzo 1959     |
| 23 | Katy's Big Surprise          | 9 marzo 1959     |
| 24 | Katy's New Boss              | 23 marzo 1959    |
| 25 | The Road to Health           | 30 marzo 1959    |
| 26 | The Engagement Ring          | 6 aprile 1959    |
| 27 | Katy's Investment Club       | 13 aprile 1959   |
| 28 | The Square Peg               | 20 aprile 1959   |
| 29 | Geisha Girl                  | 27 aprile 1959   |
| 30 | The Ugly Bonnet              | 4 maggio 1959    |
| 31 | The Raise                    | 11 maggio 1959   |
| 32 | Springtime for Katy          | 18 maggio 1959   |
| 33 | Katy Goes Through Channels   | 1º giugno 1959   |
| 34 | A Promotion for Johnny       | 8 giugno 1959    |
| 35 | Baby at the Bartley House    | 15 giugno 1959   |

## The Bridal Suite
- Prima televisiva: 6 ottobre 1958

### Trama
- Guest star: Jimmy Hayes, Harry Cheshire, Elvia Allman, Connie Stevens

## Six Wives Plus Two
- Prima televisiva: 13 ottobre 1958

### Trama
- Guest star: Lisa Montell (Maharani), Ernest Truex (Jason McCauley), Joseph Waring (Maharajah)

## Love Comes to Olive
- Prima televisiva: 20 ottobre 1958

### Trama
- Guest star: Ernest Truex (Jason McCauley), Jacques Scott (Paul Monteney), Jack Mullaney (Johnny Wallace), Frank Behrens (Prof. Alexander Handley)

## Governess for a Day
- Prima televisiva: 27 ottobre 1958

### Trama
- Guest star: Raymond Bailey (McKendrick), Isabelle Dwan (Miss Brody), Barry Gordon (Donald Carpenter), Sid Tomack (Herman)

## The Masquerade Ball
- Prima televisiva: 3 novembre 1958

### Trama
- Guest star: Stanley Adams (Customer in Bar), Selmer Jackson (Louis the Barman), Jack Wagner (Alfred), Lela Bliss (Mrs. Van Dyke), Ernest Truex (Jason McCauley), Reta Shaw (Flora McCauley), Jack Mullaney (Johnny Wallace), Frank Faylen (detective), Alan Carney (Joey), Wally Cassell (Michael), Wally Vernon (Cornelius Van Dyke)

## A New Lease on Life
- Prima televisiva: 10 novembre 1958

### Trama
- Guest star: Howard McNear (Jack Lambert), Frank Behrens (Prof. Alexander Handley), Lyn Osborn (Jimmy), Kathleen Freeman (Miss Bennett), Ernest Truex (Jason McCauley), Jacques Scott (Paul Monteney), Jack Mullaney (Johnny Wallace), Jose Gonzales-Gonzales (Juano), The Guadalajara Trio (loro stessi)

## The Countess of Bartley
- Prima televisiva: 17 novembre 1958

### Trama
- Guest star: Alan Marshal (Ferdinand), Reta Shaw (Flora McCauley), Bob Stratton (reporter), Bill Baldwin (Newscaster), Ernest Truex (Jason McCauley), Gladys Cooper (Duchess)

## The Thanksgiving Show
- Prima televisiva: 24 novembre 1958

### Trama
- Guest star: Don Grady (Eddie), Barry Gordon (Donald), Danny Richards Jr. (Frankie), Nestor Paiva (Chef), Chet Stratton (Tommy)

## Say It with Music
- Prima televisiva: 1º dicembre 1958

### Trama
- Guest star: Leo Fuchs (Mischa), Reta Shaw (Flora McCauley)

## The Big Gamble
- Prima televisiva: 8 dicembre 1958

### Trama
- Guest star: Sylvia Field (Mrs. Beldon), Ross Martin (Augie), George O'Hanlon (Ace)

## It's a Dog's Life
- Prima televisiva: 15 dicembre 1958

### Trama
- Guest star: George Riley (Billy), Sid Tomack (Herman), Alice White (Anna)

## The Boss's Son
- Prima televisiva: 22 dicembre 1958

### Trama
- Guest star: Ernest Truex (Jason McCauley), Jacques Scott (Paul Monteney), Frederick Ford (Tom Bartley Jr.), Jack Mullaney (Johnny Wallace)

## East Side Story
- Prima televisiva: 29 dicembre 1958

### Trama
- Guest star: Ernest Sarracino (Mr. Colucci), Reta Shaw (Flora McCauley), Frank Wilcox (Mr. Davis), Mark Damon (Mickey), Ernest Truex (Jason McCauley), Hugh Sanders (House Detective)

## Johnny Moves Up
- Prima televisiva: 5 gennaio 1959

### Trama
- Guest star: Frances Bavier (Mrs. Wallace), John Abbott (Carter), Sid Melton (Tompkins), Charles Lane (Cameron), Jack Mullaney (Johnny Wallace)

## Give It Back to the Indians
- Prima televisiva: 12 gennaio 1959

### Trama
- Guest star: Eleanor Audley (Mrs. Thompson), Lester Matthews (Mr. Bartley)

## Three Loves Has Katy
- Prima televisiva: 19 gennaio 1959

### Trama
- Guest star: John Beal (Nathaniel), Gordon Jones (Buck), Doris Karnes (Cora), Phillip Reed (Claude)

## Five Year Itch
- Prima televisiva: 26 gennaio 1959

### Trama
- Guest star: Fay Baker (Mildred Holliday), Christine White (Margaret Finchley), Julie Van Zandt (Ellen Finchley), Scott Elliott (Kent Emerson), Ernest Truex (Jason McCauley), Reta Shaw (Flora McCauley), Jacques Scott (Paul Monteney), Jack Mullaney (Johnny Wallace), Jack Straw (Mr. Leach)

## Hurrah for the Irish
- Prima televisiva: 2 febbraio 1959

### Trama
- Guest star: Charles Cane (Manager), Ed Kemmer (Watkins), Dennis Dengate (poliziotto), Jonathan Hole (Manager), Ernest Truex (Jason McCauley), Jack Mullaney (Johnny Wallace), Cecil Kellaway (zio Sean), Frances Mercer (Fur Model)

## The O'Connors Stick Together
- Prima televisiva: 9 febbraio 1959

### Trama
- Guest star: Cecil Kellaway (Sean O'Connor), Jack Mullaney (Johnny Wallace), Edward Ashley (Dunstan Banasby), Terence de Marney (Terence O'Connor), Ernest Truex (Jason McCauley), Jacques Scott (Paul Monteney), Nora O'Mahoney (Brianie)

## The High Cost of Living
- Prima televisiva: 16 febbraio 1959

### Trama
- Guest star: William Keene (Pomerantz), Natalie Masters (Mrs. Temple), Mary Treen, Helen Wallace (Miss Travis)

## Two on the Aisle
- Prima televisiva: 23 febbraio 1959

### Trama
- Guest star: Joseph Kearns (Lester), Ed Kemmer (David)

## The Stand-In Heiress
- Prima televisiva: 2 marzo 1959

### Trama
- Guest star: Marguerite Chapman (Stella), Charles H. Gray (Floyd), Sid Melton (Benny), Hugh Sanders (Mac)

## Katy's Big Surprise
- Prima televisiva: 9 marzo 1959

### Trama
- Guest star: Russ Bender (dottore), Benjie Bancroft (pompiere), Art Fleming (Emcee), Kort Falkenberg (Salesman), Max Slaten (Passport Clerk)

## Katy's New Boss
- Prima televisiva: 23 marzo 1959

### Trama
- Guest star: Paul Dubov (Michel), William Kendis (Leeds)

## The Road to Health
- Prima televisiva: 30 marzo 1959

### Trama
- Guest star: Sue Casey (Norma), Judy Nugent (Gloria), Jack Wagner (Alfred)

## The Engagement Ring
- Prima televisiva: 6 aprile 1959

### Trama
- Guest star: Jacques Scott (Paul Monteney), Lester Matthews (Mr. Bartley), Jack Mullaney (Johnny Wallace)

## Katy's Investment Club
- Prima televisiva: 13 aprile 1959

### Trama
- Guest star: Barbara Stuart (Woman at Meeting), Lyle Talbot (Eddie), James Nolan (Eddie), Jack Wagner (Alfred), Jack Mullaney (Johnny Wallace), Lawrence Dobkin (Gates), Paul Dubov (Michel), Michael Ferris (impiegato)

## The Square Peg
- Prima televisiva: 20 aprile 1959

### Trama
- Guest star: Jack Mullaney (Johnny Wallace), David Opatoshu (Lucosh the Waiter), Lester Matthews (Mr. Bartley), Sam Buffington (Mr. Stewart)

## Geisha Girl
- Prima televisiva: 27 aprile 1959

### Trama
- Guest star: Jack Mullaney (Johnny Wallace), Michi Kobi (Michiko), Edo Mita (Iwamoto), Lawrence Ung (Nikko)

## The Ugly Bonnet
- Prima televisiva: 4 maggio 1959

### Trama
- Guest star: Margaret Brayton (Miss Finley), Irene Hervey (Lorraine), Peter Leeds (Auctioneer), Howard Wendell (Edward)

## The Raise
- Prima televisiva: 11 maggio 1959

### Trama
- Guest star: Eleanor Audley (Mrs. Thompson), Carleton Carpenter (Mark), James Nolan (Eddie)

## Springtime for Katy
- Prima televisiva: 18 maggio 1959

### Trama
- Guest star: Jack Mullaney (Johnny Wallace), Patrick O'Neal (Randy Rand), Jack Wagner (Alfred), James Nolan (Eddie)

## Katy Goes Through Channels
- Prima televisiva: 1º giugno 1959

### Trama
- Guest star: Joe Di Reda (Joe), Olan Soule (Johnson), Jack Wagner (Alfred)

## A Promotion for Johnny
- Prima televisiva: 8 giugno 1959

### Trama
- Guest star: Helen Kleeb (Mrs. Creavy), Jack Mullaney (Johnny Wallace), Richard Reeves (Frank)

## Baby at the Bartley House
- Prima televisiva: 15 giugno 1959

### Trama
- Guest star: Bobby Byles (Groom), Carol Morris (Bride), Nora O'Mahoney (Mrs. Riley)